# Mandora

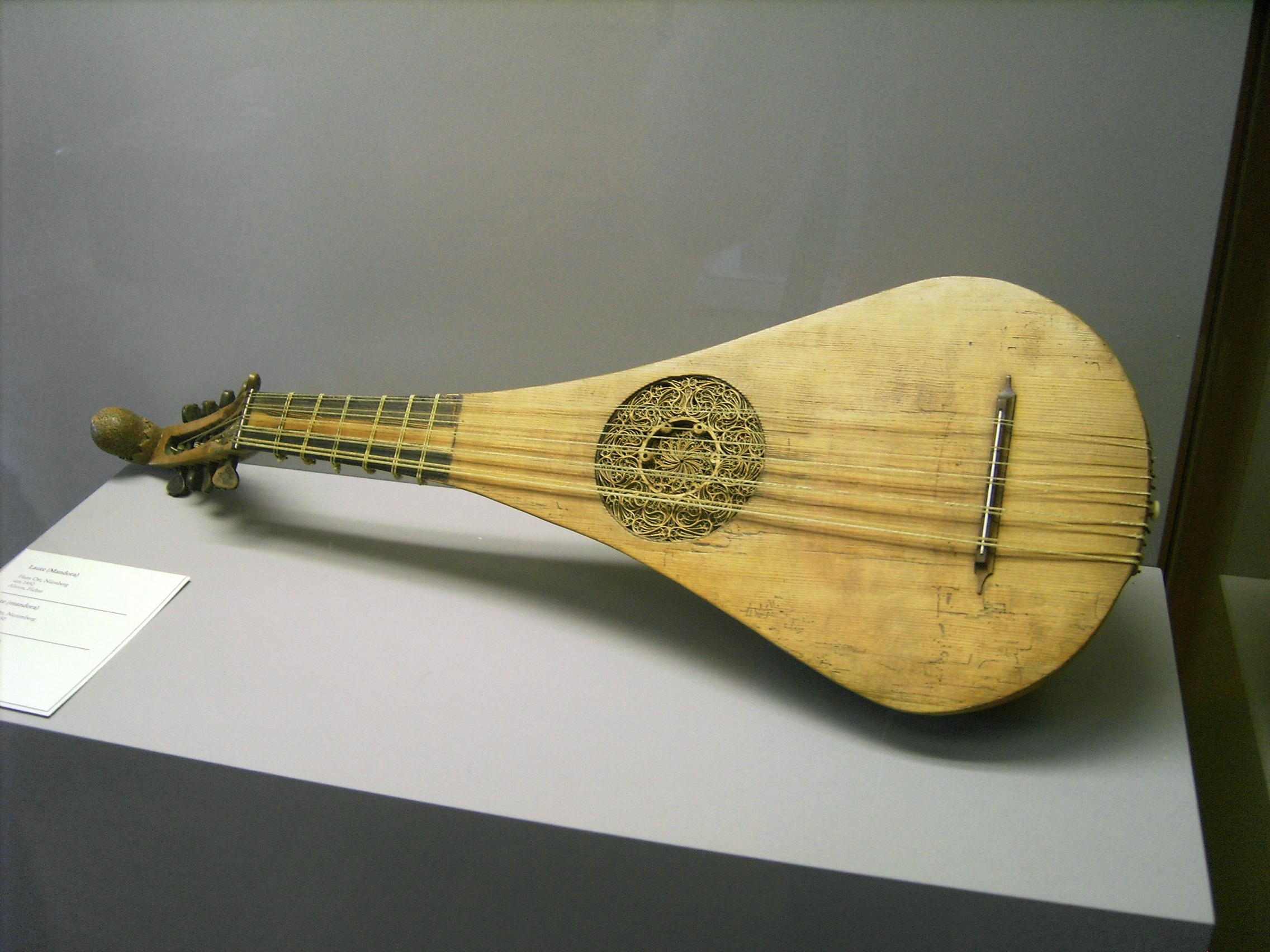
Imagem de uma mandora

A mandora  é um instrumento musical semelhante ao alaúde, de braço direito e não retangular.